# Godgørende diktatur
Et godgørende diktatur er en teoretisk regeringsform, hvori en autoritær leder udøver absolut politisk magt over staten, men menes at gøre dette for hele befolkningens bedste. En godgørende diktator kan eventuelt tillade en grad af økonomisk liberalisering eller demokratiske beslutninger, såsom gennem offentlige folkeafstemninger eller valgte repræsentanter med begrænset magt. Det kan ses som en republikansk form for oplyst despotisme.
Betegnelsen er blevet anvendt om ledere såsom Mustafa Kemal Atatürk (Tyrkiet), Josip Broz Tito (Jugoslavien), Lee Kuan Yew (Singapore), Abdullah 2. af Jordan, Paul Kagame (Rwanda) og Qaboos bin Said al Said (Oman).